# Rhodohypoxis
Rhodohypoxis là một chi thực vật có hoa trong họ Hypoxidaceae, có nguồn gốc tại miền nam châu Phi (Nam Phi, Lesotho, Swaziland). Một vài loài là cây trồng.

## Mô tả và phân bố
Các loài Rhodohypoxis phát triển từ những củ nhỏ. Hoa nở vào mùa hè và tàn vào mùa đông. Khi nở hoa, chúng thường cao 2–15 cm (0,8–5,9 in). Hoa màu trắng, hồng hoặc đỏ. Rhodohypoxis được tìm thấy ở phần miền đông của Nam Phi, điển hình ở dãy Drakensberg tại Natal, Nam Phi và Lesotho. Đây là khu vực mưa nhiều mùa hè và mùa đông tương đối khô.
Các loài
1. Rhodohypoxis baurii (Baker) Nel - South Africa, Lesotho, Swaziland
2. Rhodohypoxis deflexa Hilliard & B.L.Burtt - Cape Province, Lesotho, KwaZulu-Natal
3. Rhodohypoxis incompta Hilliard & B.L.Burtt - Lesotho, KwaZulu-Natal
4. Rhodohypoxis milloides (Baker) Hilliard & B.L.Burtt - Cape Province, KwaZulu-Natal
5. Rhodohypoxis rubella (Baker) Nel - Cape Province, Lesotho, KwaZulu-Natal
6. Rhodohypoxis thodiana (Nel) Hilliard & B.L.Burtt - Lesotho, KwaZulu-Natal